# 結果
結果（けっか）とは、ある物事を行った後に生じた現象、状況、物象をあらわす言葉。原義は果実が実を結ぶこと。

## 結果として生まれうる物の例
結果は物事を行う流れの中での句読点を意味する事象ともいえる。結果として何かの状況が変化することがよくある。下記に一例を挙げる。
- 状況の良化、もしくは悪化
- 物の産出、もしくは破壊
- 生命にかかわる障害、もしくは向上

## 結果重視と過程重視
結果が生まれることは本人ばかりでなく、ときには他人にも影響を与えることがある。そのため結果のみを重視する考えがあるが、その一方結果のみでものを語ることにより良い結果が生まれるかどうか不明な点について過程を踏まないことを危惧する考えもある。
前者を成果主義、後者を過程主義という。

## 類義語
成果結果を表すもののうち、好都合であるものの総称を指す。
成行き結果以外に結果に至る過程流れを含む。
結末結果のうち最終のもののみを示す。結果には中間に提示されるものも含まれる。
結論考えや議論をまとめたもの。